# کتزیاس
کتزیاس یا کتسیاس (به یونانی: Κτησίας) (به فرانسوی: Ctésias) تاریخ‌نگار و پزشک یونانی بود. وی از شهر کنیدوس از مستعمره‌های یونانی دوری‌ها در آسیای کوچک بود که در آن زمان جزوی از امپراطوری هخامنشی بود . او میان سال‌های ۴۱۵ تا ۳۹۸ پیش از میلاد، پزشک پروشات همسر داریوش دوم و اردشیر دوم، شاهنشاه ساسانی پادشاه هخامنشی بود. کتزیاس به‌مدت هفده سال در دربار اردشیر می‌زیست.

## زندگی

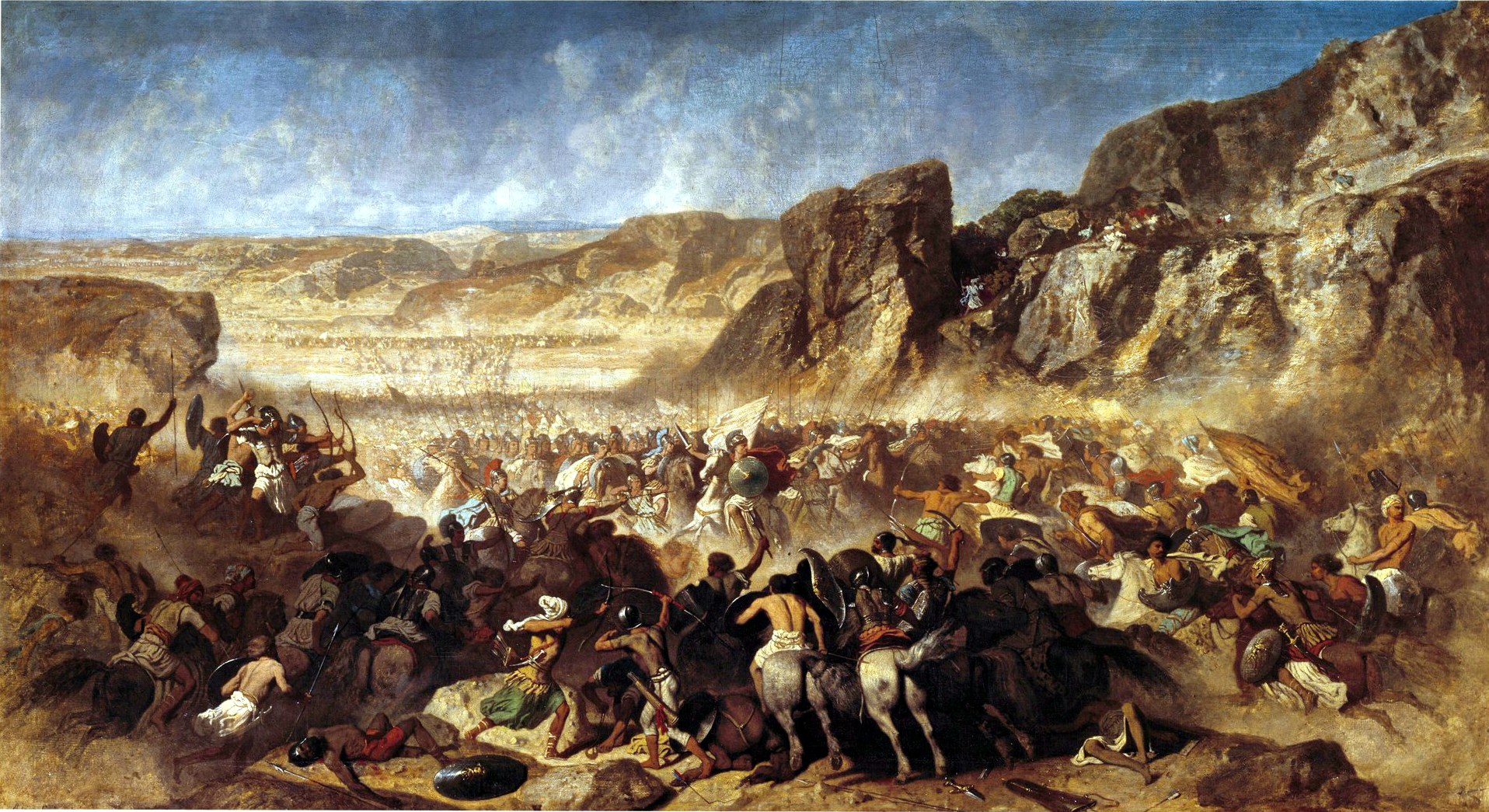
کتزیاس در نبرد کوناسکا در طرف اردشیر دوم بود.

تاریخ تولد کتسیاس نامعلوم است (شاید حدود ۴۴۱ پیش از میلاد). به گفته دیودور سیسیلی، کتسیاس به عنوان اسیر جنگی به ایران رفت. تاریخ آن ذکر نشده و اعتبار خود گزارش نامشخص است، اگرچه تی. اس. براون تلاش کرده است اعتبار آن را نشان دهد. از آنجا که کتسیاس به دلیل مهارت پزشکی‌اش مورد لطف اردشیر دوم (۴۰۵/۴-۳۵۹/۸ پیش از میلاد) قرار گرفت، احتمالاً پس از ۴۰۵ به ایران رسید. دیودور همچنین گزارش داد که او به مدت هفده سال (احتمالاً اغراق‌آمیز است؛ به ویژه مقایسه کنید با یاکوبی، در پاولی-ویسووا، ستون‌های ۲۰۳۳-۳۵) به عنوان پزشک شخصی پادشاه در دربار زندگی کرد و جای پای آپولونیدس کوسی را دنبال کرد، که به عنوان پزشک شخصی به اردشیر اول (۴۶۵-۲۵/۴ پیش از میلاد) خدمت کرده بود. او همچنین خانواده‌ی سلطنتی را معالجه می‌کرد و از اعتماد ویژه‌ی مادر پادشاه، پاریساتیس، برخوردار بود (سودا، زیرمدخل؛ استرابون؛ فوتیوس). او شاهد نبرد کوناکسا در سال ۴۰۱ پیش از میلاد بود و زخمی را که توسط برادر کوچکترش به پادشاه وارد شده بود، مداوا کرد (گزنفون، آناباسیس، با استناد به خود کتسیاس به عنوان مرجع برای وقایع در طرف ایرانی؛ مقایسه کنید با پلوتارک، آرتوکسرکس). با تشویق پاریساتیس، کتسیاس مهربانی‌های زیادی به کلئارخوس، یکی از رهبران نیروهای مزدور یونانی که از کوروش صغیر در شورش او علیه پادشاه حمایت کرده بودند و از طریق خیانت تیسافرن اسیر شده بودند، نشان داد.
در سال‌های ۳۹۹-۹۷ پیش از میلاد، کتسیاس به عنوان واسطه بین پادشاه و کونون آتنی خدمت کرد، که در آن زمان فرماندهی ناوگان ایرانی را در دریای اژه تحت فرماندهی اوگوراس اول، پادشاه قبرس، بر عهده داشت. او نامه‌هایی را به پادشاه می‌رساند و خود را با منافع کونون مرتبط می‌دانست (مقایسه کنید با پلوتارک، آرتوکسرکس؛ فوتیوس). او به همین منظور حدوداً در سال ۳۹۷ پیش از میلاد از طریق قبرس و کنیدوس برای مذاکره با اسپارت فرستاده شد، اما به نظر می‌رسد در رودس دستگیر شده باشد، جایی که او به دلیل خدمت به منافع ایران به طور ناموفق محاکمه شد. معلوم نیست که آیا او واقعاً قصد بازگشت به دربار ایران را داشته است یا خیر، اما در نهایت او مدتی پس از سال ۳۹۷ پیش از میلاد در زادگاهش کنیدوس ساکن شد. در آنجا بود که او کتاب‌های خود را نوشت و احتمالاً به طبابت نیز ادامه داد، زیرا او نشان خدمت به عنوان پزشک پادشاه ایران را داشت. جزئیات بیشتری از زندگی (یا مرگ) کتسیاس مشخص نیست، اما براون فرضیه‌هایی را مطرح کرده است که شایسته‌ی بررسی هستند.

کتزیاس در حدود سال ۴۴۱ قبل از میلاد مسیح به‌دنیا آمد، در اواخر قرن پنجم و دهه‌های آغازین قرن چهارم قبل از میلاد، هم به عنوان پزشک و هم به عنوان نویسنده کار می‌کرد. با توجه به کنایاتی که در متن پرسیکا آمده می‌توان نتیجه گرفت که در سال‌های ۳۹۳ یا ۳۹۲ق. م می‌زیسته‌است. دربارهٔ نام پدر وی اختلاف نظرهایی وجود دارد. در واژه‌نامهٔ بیزانسی «سودا» نام پدر وی کتزیارکوس یا کتزیوکوس آمده‌است. زادگاه وی شهر کنیدوس، شهری یونانی‌زبان در منطقه کاریا در آسیای صغیر که به خاطر پزشکانش مشهور است، بوده‌است.

## اثرها
کتزیاس بیست و سه کتاب نگاشته‌است. شش کتاب او دربارهٔ تاریخ ماد و آشور و بابل و شش کتابش دربارهٔ رویدادهای تاریخ ایران از پادشاهی کورش بزرگ تا مرگ خشایارشا و ده کتاب واپسینش دربارهٔ دنبالهٔ تاریخ ایران تا سال ۳۹۸ (پیش از میلاد) است که او از ایران رفته‌است. او خود ادعا می‌کند که در نگارش کتاب‌هایش از دفترهای پادشاهی ایران در شوش یاری می‌گرفته‌است. از کتاب‌هایی که دربارهٔ تاریخ ایران و هندوستان نوشته، چیزی به‌جز گفتاوردهای نویسندگان یونانی و رومی به جای نمانده‌است. او کتاب‌هایش را با گویش یونانی ایونی نوشته‌است و نوشته‌هایش دربارهٔ تاریخ ایران با نوشته‌های هرودوت در تضاد کامل است.

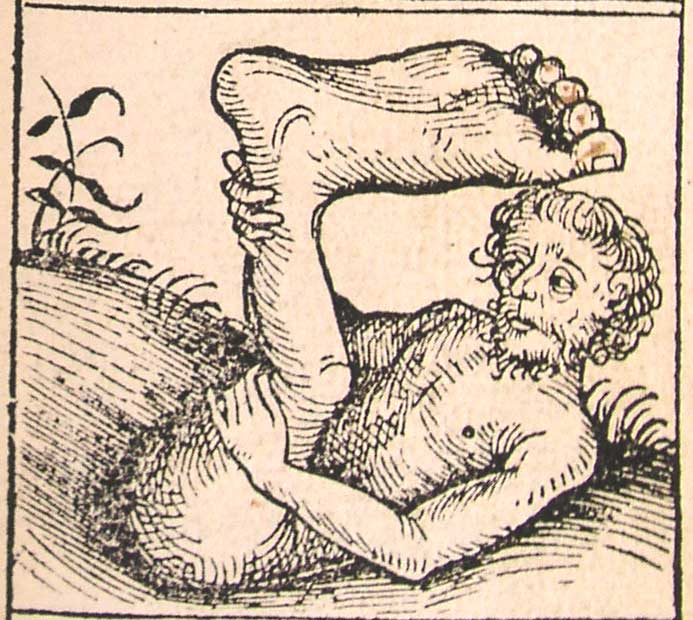
کتزیاس در کتاب تاریخ هندش ادعا می کند نژادی از مردمان یک پا در هند با پاهایی به قدری بزرگ که از آن به عنوان چتر استفاده می شود وجود داشته است.

### فهرست نوشته‌ها
- تاریخ ایران (به انگلیسی: Persica)
- تاریخ هند (به انگلیسی: Indica)
- دربارهٔ رودها
- دربارهٔ کوه‌ها
- دریانوردی به گرد آسیا

### پرسیکا
هدف از پرسیکا، تاریخ خاورمیانه از تأسیس امپراتوری آشور توسط پادشاه افسانه‌ای نینوس تا هشتمین سال سلطنت اردشیر دوم، یعنی ۳۹۸-۹۷ پیش از میلاد بود. این واقعیت که خلاصه‌ی نسبتاً مفصل، هرچند ناهموار، توسط فوتیوس عملاً با محاکمه‌ی کتسیاس در رودس، که به سختی یک نقطه‌ی عطف تاریخی است، به پایان می‌رسد، تأیید می‌کند که نویسنده خود را به گزارش فقط آن رویدادهای معاصری که خود شاهد آنها بوده محدود کرده است. این اثر به بیست و سه کتاب تقسیم شده بود که سه کتاب اول آن به تاریخ قبل از ظهور ایرانیان می‌پرداخت: کتاب‌های ۱-۳ با آشوریان، کتاب‌های ۴-۶ با مادها. عنوان اصلی اثر بدون تردید است، زیرا چندین بار در منابع یونانی ذکر شده است (به عنوان مثال، سودا، زیرمدخل؛ استرابون، فوتیوس، استفانوس بیزانتیوس)، اما از آنجا که استرابون یا منبع او دو عنوان جداگانه، آشوری‌ها و پرسیکا را تشخیص داد، احتمالاً در آغاز عصر مسیحیت نسخه‌ی جداگانه‌ای از شش کتاب اول در گردش بوده است. خلاصه‌ی فوتیوس با کتاب ۷ آغاز می‌شود، که احتمالاً به این معنی است که جلد اول از نسخه‌ای که او استفاده می‌کرد، گم شده بود.
بخش اعظم «پرسیکا»ی کتسیاس، مانند خلاصه‌ی سه جلدی آن که در دوران نرون توسط نویسنده‌ی پرکار، پامفیله، دختر سوترایدس، تهیه شده بود (سودا، زیرمدخل پامفیله)، از بین رفته‌است. فقط چند گزیده حفظ شده‌اند. دیودور گزیده‌های مفصلی از تاریخ آشوری و ماد تهیه کرده و به وضوح منبع خود را مشخص کرده‌است. داستان سقوط آستیاگ، پادشاه ماد، و ظهور کوروش بزرگ (حدود ۵۵۹ پیش از میلاد) به تفصیل (اگرچه تا حدودی در انتها خلاصه شده) توسط نیکلاس دمشقی بازگو شده است. خلاصه‌ی فوتیوس از کل بخش ایرانی اثر، از کتاب ۷ تا انتها (کتابخانه ۷۲)، به اندازه‌ی کافی مفصل است تا تصوری از اثر اصلی ارائه دهد. علاوه بر این گزیده‌های طولانی، نقل قول‌ها و تفسیرهای مختصرتر بسیاری توسط نویسندگان مختلف باستان و بیزانس، از گزنفون به بعد، از جمله آلیان (درباره‌ی طبیعت حیوانات)، آتنیوس (دیپنوسوفیست‌ها)، دمتریوس فالرون (درباره‌ی سخنوری)، نیکلاس دمشقی، پلوتارک، پولیانوس (استراتژماتا)، استفانوس بیزانتیوس، استرابون و یوانس تزتز (چیلیادها) و همچنین در سودا وجود دارد. حتی اگر فقط بخش کوچکی از کل اثر در این قطعات مختلف باقی مانده باشد، ماهیت آن مشخص است و می‌توان به درستی کتسیاس را «یکی از پدران رمان تاریخی» نامید.
اثر کتسیاس در واقع در درجه‌ی اول توصیفی تاریخی از دوره‌ای بود که خود در آن زندگی می‌کرد، همانطور که طول بخش‌های مختلف به تنهایی نشان می‌دهد: هفت کتاب (۷-۱۳) به ظهور امپراتوری تحت کوروش بزرگ (۵۵۹-۳۰ پیش از میلاد) و دوره‌ی بلوغ آن تا زمان مرگ خشایارشا (۴۸۶-۶۵ پیش از میلاد؛ فوتیوس) می‌پردازد، در حالی که ده کتاب باقی‌مانده به دوره‌ی از ۴۶۵ تا ۳۹۸-۹۷ پیش از میلاد می‌پردازند. عنوان جامع‌تر «پرسیکا» با این وجود در سنت تاریخ‌نگاری ایونیایی بود، زیرا هرودوت و هلنیکوس قبلاً آشوریان، مادها و ایرانیان را به ترتیب به عنوان اقوام حاکم شرق تا زمان خودشان شناخته بودند. کتسیاس دو نوآوری را معرفی کرد، امپراتوری آشور را به عنوان یک امپراتوری جهانی و مادها را به عنوان پیروان و وارثان بلافصل آشوریان معرفی کرد. اختصاص سه کتاب به هر کدام تا حدودی نامتناسب است، با این حال، زیرا کتسیاس، مانند بیشتر معاصرانش، تقریباً چیزی در مورد مادها، حتی نام پادشاهان آنها نمی‌دانست. او فقط با گنجاندن ماهرانه رمانس‌های مفصل، مانند داستان دشمنی بین پارسوندا ایرانی و آناروس بابلی، یا نانیبروس (ذکر شده در آتنیوس، به طور کامل در نیکلاس، بازگو شده است)، که ظاهراً منجر به جنگ بین مادها و کادوسیان شد، یا داستان عاشقانه‌ی باشکوه استریانگائوس مادی و ملکه سکایی زارینائا در طول جنگ سکاها، می‌توانست به طول درمانی برابر با آشوریان دست یابد. خود کتاب‌های آشوری چیزی بیش از توصیفات دقیق، از یک سو، از حکومت نینوس (بنیان‌گذار همنام نینوا، که کتسیاس آن را در فرات قرار داده است)، که صرفاً نسخه‌ای از سسوستریس هرودوت است، و از سوی دیگر، از فروپاشی امپراتوری آشور تحت پادشاه سارداناپالوس سی نسل بعد، عددی که نسبتاً با سوابق میخی مطابقت دارد.
شخصیت برجسته در آشوری‌ها در واقع ملکه‌ی افسانه‌ای آشور، سمیرامیس است. کتسیاس به تفصیل (مقایسه کنید با ایلرز، ۱۹۷۱) داستان جوانی و عشق او، تأسیس بابل (شهری که کتسیاس باید آن را دیده باشد) و شهرهای دیگر، و سایر دستاوردهایی مانند ساخت پل‌ها، جاده‌ها و کانال‌ها و فتوحات مصر و اتیوپی را بازگو می‌کند (بنابراین پیروزی‌های کمبوجیه را به دوران اساطیری منتقل می‌کند). کتسیاس همچنین لشکرکشی علیه ماد را به سمیرامیس نسبت داد. دیودور گزارش داد که او به کوه باگیستانون (بیستون) آمد، در آنجا اردو زد، پارکی بزرگ (پارادیسوس) در اطراف چشمه‌ای بزرگ ایجاد کرد و بر روی صخره نقشی از خود به همراه «کتیبه‌ای به حروف آشوری» حک کرد، که به وضوح به نقش برجسته‌ی معروف و کتیبه‌های میخی سه زبانه داریوش بزرگ (۵۲۲-۴۸۶ پیش از میلاد) اشاره دارد. علاوه بر این، گفته می‌شود که او پارک دیگری با ساختمان‌های مجلل در چائون در ماد ایجاد کرده است، جاده‌ای آسان به اکباتان از طریق کوه‌های زاگرس بریده است و موارد دیگر.
اگرچه جی. گوسنس تلاش کرده است نشان دهد که اثر کتسیاس در مورد تاریخ آشور تا حدودی مبتنی بر واقعیت است، اما به طور کلی با آنچه از منابع میخی و بقایای باستان‌شناسی شناخته شده مطابقت ندارد. به نظر می‌رسد نویسنده حتی بر این باور بوده است که امپراتوری آشور همان قلمروی امپراتوری هخامنشی تحت حمایت او، اردشیر دوم را در بر می‌گرفته است. با این حال، نباید فراموش کرد که او در درجه‌ی اول به امپراتوری آشور به عنوان پیشینی برای امپراتوری ایرانیان علاقه داشت و تاریخ او، احتمالاً بر اساس آنچه از مطلعان ایرانی شنیده است، در درجه‌ی اول به عنوان بازتابی از دیدگاه آنها نسبت به گذشته اهمیت دارد.
همین عدم تعادلی که در کتاب‌های آشوری و ماد قابل تشخیص است، به نظر می‌رسد که بقیه‌ی پرسیکا را نیز مشخص کرده باشد، زیرا از هفده کتاب، پنج کتاب (کتاب‌های ۷-۱۱) به کوروش، بنیان‌گذار امپراتوری ایران، که از قبل شخصیتی افسانه‌ای بود که کتسیاس می‌توانست به دلخواه آن را زینت دهد، می‌پرداخت. چهار یا پنج کتاب دیگر (کتاب‌های ۱۹-۲۲ یا ۲۳) به هشت سال اول سلطنت اردشیر دوم اختصاص داشت که کتسیاس خود شاهد آن بود. کتاب ۲۳ همچنین شامل توصیفی از جاده‌ی افسوس به باختر و هند و فهرستی ناقص از حاکمان از نینوس و سمیرامیس تا اردشیر دوم بود (یاکوبی، قطعات، صفحه ۴۸۴ شماره‌های ۳۳، ۳۳a). فقط هفت کتاب (کتاب‌های ۱۲-۱۸) به ۱۲۵ سال از مرگ کمبوجیه (۵۲۲ پیش از میلاد) تا پایان سلطنت داریوش دوم (۴۲۴-۰۵/۴ پیش از میلاد) اختصاص داشت. حتی در داخل این بخش، عدم تعادل همچنان وجود داشت. کتاب ۱۳ با مرگ خشایارشا در سال ۴۶۵ پیش از میلاد به پایان رسید (به گفته فوتیوس، در یاکوبی، قطعات، صفحات ۴۱۷-۱۸، شماره ۸)، و مشخص است که کل دوره کمبوجیه، داریوش اول و خشایارشا (یعنی ۵۲۹-۴۶۵ پیش از میلاد)، که شامل جنگ‌های ایران و یونان می‌شد، تنها در دو کتاب بررسی شده است، در حالی که چهار کتاب به اردشیر اول و یک کتاب به داریوش دوم اختصاص داده شده است.
رویکرد کلی کتسیاس گیج‌کننده است، به ویژه از آنجا که به نظر می‌رسد او هیچ علاقه‌ای به روابط ایران و یونان نداشته است. فتح یونانیان ایونی توسط کوروش و ژنرال‌هایش، شورش ایونی تحت داریوش اول و جنگ پلوپونز، که در آن ایرانیان بارها در امور یونان مداخله کردند، ظاهراً حتی ذکر نشده‌اند. روایت او از حمله‌ی خشایارشا به یونان در سال ۴۸۰ پیش از میلاد «چیزی بیش از رشته‌ای از مهملات» نبود، که در آن کتسیاس از نبرد ترموپیل مستقیماً به نبرد پلاته در سال ۴۷۹ پیش از میلاد می‌پردازد و در یک اشتباه زمانی مشهور، عملیات دریایی و پیروزی یونان در سالامیس را به یک ضمیمه منتقل کرد. این اشتباهات به وضوح از خود کتسیاس است و نه از فوتیوس. علاوه بر این، پلوتارک کتسیاس را به عنوان فیلولاکون «دوست اسپارت‌ها» توصیف کرده است، و روایات در پرسیکا تعصب طرفدارانه به اسپارت را منعکس می‌کند. اف. یاکوبی شکایت کرد که اگرچه کتسیاس هرگونه دسیسه‌ی حرمسرا در دربار ایران را به تفصیل گزارش کرده است، مبارزات بزرگ تاریخی با یونانیان ناچیز تلقی شده و او را حتی به بی‌وجدانی و غیرقابل اعتماد بودن متهم کرد. با این حال، احتمالاً کتسیاس بررسی خود از این رویدادهای مهم را کاهش داده است زیرا آنها به طور کامل توسط هرودوت بررسی شده بودند و او چیز کمی برای افزودن داشت.
کتاب کتسیاس، که طبیعتاً برای خوانندگان یونانی در نظر گرفته شده بود، با روایات پرطمطراق نویسنده از فعالیت‌های خودش، به ویژه مواردی که شامل کلئارخوس و کونون می‌شد، و شایستگی‌های خودش مشخص می‌شد. او بارها و بارها به کالبدشکافی‌ای که انجام داده بود یا روایتی که مستقیماً از یک شاهد ایرانی، اغلب خود پاریساتیس، داشت، گاهی در مورد عجایبی از نوعی که بیشتر مختص «ایندیکا» بود، اگرچه به اندازه‌ی دومی مفصل نبود، اشاره می‌کند. در واقع، فوتیوس اظهار داشت که ارجاعات دست اول از ویژگی‌های کتسیاس بود. خود نویسنده ادعا کرد که «آنچه را که تحت حکومت هر پادشاه اتفاق افتاده است به دقت بررسی کرده و هنگام تألیف تاریخ خود آن را برای یونانیان منتشر کرده است». یکی از منابع اصلی اطلاعات او «طومارهای سلطنتی» یا «دفترهای ثبت چرمی سلطنتی» (basilikaì diphthérai) بود، «که در آن ایرانیان طبق قانون خاصی گزارشی مکتوب از تاریخ کهن خود نگه می‌داشتند». از بخش دیگری به نظر می‌رسد که کتسیاس خود این سوابق را بررسی نکرده است، زیرا حقایق مورد نظر به صورت «داده شده در سوابق سلطنتی» (basilikaì anagraphaí) «طبق آنچه بربرها می‌گویند» بیان شده است.
اینکه کتسیاس کتاب خود را برای تکمیل و شرح اثر هرودوت نوشت، که او را «دروغگو در بسیاری از جاها و داستان‌پرداز» می‌دانست، از جدال او علیه دومی و دیگر نویسندگان قبلی مشخص است. او بدیهی است که معتقد بود اطلاعات معتبرتر و قابل اعتمادتری دارد. با این وجود، او هیچ بینش انتقادی جدیدی ارائه نکرد و نتوانست از اقامت طولانی خود در دربار سلطنتی برای جمع‌آوری داده‌های تاریخی ارزشمند در مورد رویدادهای بزرگ استفاده کند. به نظر می‌رسد او علاقه‌ی واقعی به تاریخ نداشته است، و حذفیات و اطلاعات نادرست در روایت او نشان‌دهنده‌ی ناتوانی در انتخاب داده‌های مرتبط تاریخی و عدم حساسیت به انگیزه‌ها و علل است. گزارش‌های شاهد عینی او از زندگی دربار در عوض بر مجموعه‌ای بی‌پایان از دسیسه‌ها توسط ملکه، مادر پادشاه و دیگر درباریان، و همچنین ماجراهای معشوقه‌های پادشاه و خواجه‌ها متمرکز بود. با این حال، این گزارش‌ها به خودی خود آموزنده و شایسته‌ی توجه هستند، «تنها چیز خوب» در کتاب، به گفته یاکوبی. داستان‌های جذاب کتسیاس از حرمسرا و عشق احساساتی در واقع به ادبیات هیجان‌انگیز دوره‌ی هلنیستی، با جذابیت آن برای مردم عادی، نزدیک‌تر از آثار تاریخی مانند آثار هرودوت و توسیدید بود. سبک او توسط افرادی مانند دیونیسیوس هالیکارناسوس (متوفی حدود ۷ پیش از میلاد)، که او را به عنوان یک داستان‌گوی مهم و یک شاعر واقعی (poiētḗs) می‌دانست، مورد تحسین قرار گرفت. بنابراین اثر او نشان‌دهنده‌ی گامی مهم در توسعه به سوی نوعی تاریخ‌نگاری است که با رقت یا ملودرام، و نه حقیقت تاریخی، متمایز می‌شود. او به یکی از پدران، یا حداقل اجداد، رمان تاریخی یونانی تبدیل شد.
اگرچه دستکاری حقایق و اختراع تاریخ توسط کتسیاس حتی در دوران باستان توسط بروسوس، استرابون و دیگران شناخته شده بود، نوشته‌های او با این وجود به عنوان منبعی مهم برای مورخان بعدی خدمت کرد. با شروع از گزنفون معاصر کتسیاس، اولین نویسنده‌ای که شناخته شده است از اثر او استفاده کرده است، چندین نویسنده‌ی قرن چهارم و چندین مورخ اسکندر کبیر (تئوپومپوس، افوروس و بسیاری دیگر) عمدتاً به پرسیکا برای تاریخ خاورمیانه تکیه کردند. پلوتارک، که نظر بدی در مورد کتسیاس داشت و او را به «افسانه‌های باورنکردنی و دیوانه‌وار» متهم کرد، از پرسیکا به عنوان مرجع اصلی خود برای زندگی اردشیر استفاده کرد. در واقع، تا قرن نوزدهم، تاریخ آشوری کتسیاس به ویژه اغلب ذکر می‌شد، زیرا او اولین نویسنده‌ای بود که در مورد این موضوع نوشته بود. اگرچه مبهم و غیرتاریخی بود، گزارش‌های او به عنوان واقعی پذیرفته می‌شد. از سوی دیگر، جغرافی‌دانان باستانی مانند اراتوستن تقریباً هرگز از اثر کتسیاس استفاده نکردند.
اکنون مشخص شده است که گزارش‌های کتسیاس از گذشته‌ی آشوری و ماد تا حد زیادی افسانه‌ای است، اگرچه همچنان به عنوان منبعی ارزشمند برای افسانه‌ها و حکایات باستانی در نظر گرفته می‌شوند، که از آنها می‌توان نتیجه‌گیری‌های مهمی در مورد درک تاریخ خاورمیانه‌ی باستان که در دوران باستان کلاسیک رایج بود، به دست آورد. علاوه بر این، در دهه‌های اخیر ایران‌شناسان بحث را آغاز کرده‌اند که کتسیاس توسط محققان کلاسیک مانند یاکوبی بیش از حد و اغلب با عجله محکوم شده است. در واقع، نویسنده اطلاعات ارزشمندی در مورد امور ایران، به ویژه در مورد شرایط داخل امپراتوری و دربار، ارائه کرده است، اگرچه ممکن است بیشتر اطلاعات خود را از شنیده‌ها به دست آورده و رویدادها و شخصیت‌های معاصر را به گذشته‌ی افسانه‌ای منتقل کرده باشد. یک نمونه از چنین انتقالی، فهرست شش توطئه‌گر همراه داریوش علیه گئومات است (اونوفاس، ایدِرنِس، نورونداباتِس، ماردونیوس، باریسِس و آتافرنِس [احتمالاً برای آترا- یا آتارفرنِس])، که با فهرست معتبرتری که توسط هرودوت ارائه شده مطابقت ندارد (اینتافرنِس، اوتانِس، گبریِس، هیدارنِس، مگابیکسوس، آسپاتینِس، که در همه موارد به جز یک مورد با آنچه در کتیبه‌ی بیستون DB ۴.۸۳-۸۶ آمده است مطابقت دارد: ویندفرنا، اوتانا، گئوبرووا، ویدارنا، بگابوخشا و اردومانیس). یکی از معیارهای تصمیم فوتیوس برای خلاصه کردن یک روایت خاص توسط کتسیاس این بود که با نسخه‌ی هرودوت متفاوت بود. خواننده‌ی مدرن همچنین باید به خاطر داشته باشد که به ویژه داستان‌های باورنکردنی بودند که با میل و رغبت بیشتر و به طور کامل از اثر کتسیاس توسط نویسندگان بعدی استخراج و نقل قول می‌شدند و متن اصلی کامل از بین رفته است. این درست است که «پرسیکا»ی کتسیاس گاهی مطالب ارزشمندی را ارائه می‌دهد، که از یک سو، مفاهیم جغرافیایی ایرانی در زمان او و از سوی دیگر، تصورات افسانه‌ای رایج از واقعیت‌های جغرافیایی و قوم‌نگاری را منعکس می‌کند.
اگرچه اطلاعات کتسیاس عموماً مستقل از اطلاعات جمع‌آوری شده توسط هرودوت بود، که در آن توصیف رویدادهای تاریخی با حقایق جغرافیایی ترکیب شده بود، او با این وجود مورخ هالیکارناسی را به عنوان یک الگوی ادبی شناخت و خود را عضوی از مکتب مورخان ایونیایی می‌دانست و از جنبه‌های رسمی آثار آنها (از جمله عناوین کتاب) تقلید می‌کرد. اگرچه نتیجه‌گیری در مورد گویش از قطعات حفظ شده‌ی «پرسیکا» آسان نیست، فوتیوس گزارش داد که کتسیاس «از گویش ایونی استفاده می‌کرد، اگر نه کاملاً مانند هرودوت، در هر صورت در مورد کلمات خاص (léxeis)». فوتیوس اضافه کرد که در «ایندیکا» او حتی «بیشتر به شیوه‌ی ایونی» (mâllon iōnízei) می‌نوشت. احتمالاً منظور فوتیوس نه ویژگی‌های واجی یا صرفی، بلکه فقط به واژگان متن بود. تفاوت‌های قابل تشخیصی بین واژگان دقیق و بسیار ساده‌ی کتسیاس (که توسط فوتیوس مشخص شده است) و زبان هرودوت وجود دارد، و یاکوبی بنابراین نتیجه گرفت که اولی نشان‌دهنده‌ی گذار از ایونی ادبی به کوینه‌ی ادبی است. یک قطعه‌ی پاپیروس بسیار کوتاه از قرن دوم میلادی، شامل بیست و هشت سطر از نامه‌ی عاشقانه از استریانگائوس به زارینائا، قبلاً به عنوان مدرکی مبنی بر اینکه کتسیاس به جای گویش ایونی، به گویش آتیک می‌نوشته است، در نظر گرفته می‌شد. این تفسیر اکنون به طور قانع‌کننده‌ای توسط جی. جیانگرانده به چالش کشیده شده است، که استدلال کرده است که از آنجا که مشخص است کتسیاس به ایونی می‌نوشته است، قطعه‌ی پاپیروس اصلاً نمی‌تواند به او نسبت داده شود. بلکه، احتمالاً نشان‌دهنده‌ی ترجمه‌ای از اصل ایونی به گویش آتیک توسط نویسنده‌ی بعدی است، قابل مقایسه با ترجمه‌ی زبان کتسیاس توسط نیکلاس دمشقی به زبان خودش.

### دیگر آثار
سه کتاب از یک اثر جغرافیایی با عناوین مختلف «پریودوس»، «پریپلوس»، «پریپلوس آسیاس» و «پریئگسیس» شناخته شده‌اند. یک کتاب از «ایندیکا» شناخته شده است. علی‌رغم گنجاندن داستان‌های خیالی درباره‌ی ببرهای آدم‌خوار و مردان سگ‌سر، سند ارزشمندی در مورد هند پیش از اسکندر است. سرانجام، اثری با عنوان «پری تون کاتا تن آسیان فورون» (درباره‌ی خراج‌ها در سراسر آسیا) دو بار توسط آتنیوس ذکر شده است. فرض بر این است که شامل فهرست‌هایی از تمام کالاهایی باشد که از بخش‌های مختلف امپراتوری هخامنشی به خانه‌ی سلطنتی تحویل داده می‌شد. اگرچه به نظر نمی‌رسد دلیلی برای زیر سؤال بردن اصالت اثر جغرافیایی وجود داشته باشد و اگرچه فوتیوس و همچنین نویسندگان دیگر آثار جانورشناسی یا خیالی، به طور گسترده و با جزئیات از «ایندیکا» نقل قول کرده‌اند، مشخص نیست که آیا کتاب مربوط به خراج‌ها اثری مستقل است یا فقط یک بحث طولانی در «پرسیکا» است. با این حال، در خلاصه‌ی اثر اخیر که توسط فوتیوس، پاتریارک بیزانسی قرن نهم، تهیه شده است، به نظر نمی‌رسد جایی وجود داشته باشد که چنین بحث توصیفی در آن رخ داده باشد.

## نقد
از مهمترین منابع تاریخ‌نگاری ماد و هخامنشی، هرودوت و کتسیاس هستند که نوشته‌های هرودوت تاحدودی قابل اعتماد است و پژوهش‌های نوین باستان‌شناسی هم در پاره‌ای از موارد، گفته‌های او را تأیید می‌کنند اما نوشته‌های کتسیاس جنبهٔ داستان‌سرایی و تفریح‌انگیز دارند و تقریباً در تمامی مواردی که هرودوت و کتسیاس دربارهٔ واقعهٔ یکسانی صحبت کرده‌اند، گفته‌های آنان بسیار با هم اختلاف دارند و در مواردی که بتوان این اختلاف‌ها را از روی منابع دیگر بررسی کرد، گفته‌های کتسیاس نادرست است. کتسیاس ادعا می‌کند که از سالنامه‌های رسمی ایرانی و مشاهدات شخصی‌اش به عنوان پزشک دربار در نوشتن کتابش استفاده کرده‌است ولی بررسی‌های بیشتر نشان داده که وی حتی به زبان‌های شرقی آشنا هم نبوده‌است. اگر کتسیاس از سالنامه‌های رسمی استفاده می‌کرد، ممکن نبود آنچه را که نمی‌داند نداند ولی در عوض چیزهایی را «می‌داند» که وجود آن‌ها در سالنامه‌های رسمی، محال محض است. با این حال، نمی‌توانیم تماماً از نوشته‌های کتسیاس صرفنظر کنیم.